# Polieno Auspex (cónsul bajo Marco Aurelio)
Polieno Auspex (en latín: Pollienus Auspex; fl. finales del siglo II y principios del siglo III) fue un oficial militar y senador romano que fue nombrado cónsul sufecto en algún momento entre 170 y 174 d. C. Se cree que su praenomen es Tiberio.

## Biografía
Polieno Auspex fue miembro de la posiblemente italiana gens Pollieni. Alcanzando el cargo de cónsul sufecto en algún momento entre 170 y 174, fue nombrado Legatus Augusti pro praetore o gobernador de Dalmacia entre 173 y 175. Luego fue nombrado Iudex ex delegatione Caesarum o juez por delegación imperial en Roma entre 176 y 180, cuando Marco Aurelio y Cómodo estaban en el Danubio luchando en la segunda de las Guerras marcomanas. 
El siguiente nombramiento de Auspex fue alrededor del año 180 como praefectus alimentorum (viarum) Appiae et Flaminiae, como oficial responsable de garantizar el suministro de cereales y el mantenimiento de la Vía Apia y la Vía Flaminia. Fue un puesto que ocupó en tres ocasiones distintas. Luego, en algún momento entre 180 y 200, Auspex fue el procónsul de la provincia África Proconsularis. También se ha sugerido que pudo haber sido un legatus Augusti pro praetore de Moesia Inferior entre 193 y 197. En 204 Auspex era miembro del Quindecimviri sacris faciundis.
Polieno Auspex fue un hombre que ejerció una enorme influencia en la corte imperial. Alrededor del año 206, intercedió con éxito ante el emperador en nombre de su sobrino Polieno Sebeno, quien fue acusado de actuar de manera inapropiada mientras era gobernador de la provincia Nórica, e incluso se burló del emperador entrante Septimio Severo cuando Severo anunció su autoadopción en la familia imperial de Marco Aurelio.
Auspex fue el padre de Polieno Auspex, quien fue cónsul sufecto alrededor del año 185.